# Henry of Almain

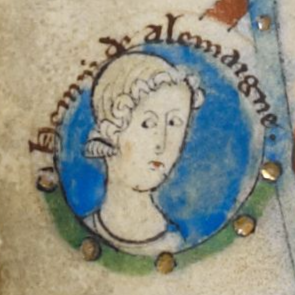
Henry of Almain

Henry of Almain (auch Henry of Cornwall; * 2. November 1235; † 13. März 1271 in Viterbo) war ein englischer Höfling. Henry of Almain entstammte dem englischen Königshaus Plantagenet. Er war der zweite, aber älteste überlebende Sohn von Richard von Cornwall und von dessen ersten Frau Isabel, der Witwe von Gilbert de Clare, 4. Earl of Hertford und Tochter von William Marshal, 1. Earl of Pembroke und von Isabel de Clare. Sein Vater war ein jüngerer Sohn von König Johann Ohneland, so dass Henry ein Neffe des englischen Königs Heinrich III. war.

## Kindheit und Jugend

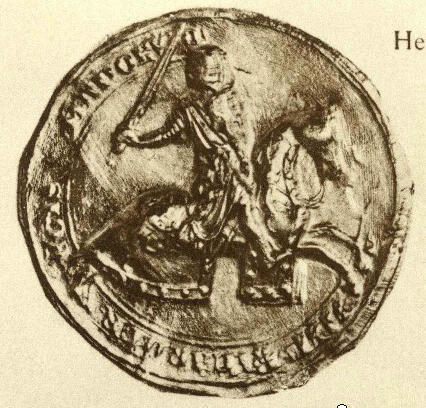
Siegel von Henry of Almain

Kurz nach seiner Geburt wurde Henry in Hailes Manor, einem Gut seines Vaters, von Bischof Ralph of Maidstone von Hereford getauft. Seine Mutter starb bereits 1240, und als sein Vater im Juni desselben Jahres zum Kreuzzug aufbrach, gab er Henry in die Obhut des Königs. Dazu beauftragte sein Vater die Äbte von Wardon und Beaulieu sowie seinen Beamten Robert of Astill mit der geistlichen Erziehung seines Sohnes. Im Dezember 1240 lebte Henry zusammen mit seinem Cousin Lord Eduard, dem ältesten Sohn des Königs, und anderen Kindern von Adligen in Windsor Castle. Zumindest einen Teil seiner Kindheit verbrachte er wahrscheinlich auch in Frankreich, wie man aus einer späteren Einladung der mit ihm verwandten französischen Königin Margarete schließen kann. 1247 und 1250 begleitete er seinen Vater nach Frankreich, wohin dieser als Gesandter des englischen Königs reiste, und 1254 war er in Boulogne. Sein Vater schenkte ihm angeblich, kurz bevor er 1257 nach Deutschland aufbrach, wo er zum römisch-deutschen König gewählt worden war, die Honour of Knaresborough in Yorkshire. Henry begleitete seinen Vater nach Deutschland, wo er am 18. Mai 1257 von diesem in einer feierlichen Zeremonie in Aachen zum Ritter geschlagen wurde. Danach zog er mit seinem Vater rheinaufwärts, bevor er Ende September ohne seinen Vater nach England zurückkehrte.

## Rolle im Krieg der Barone

### Provisions of Oxford
Im April 1258 kam es in England zu einer Rebellion des Adels gegen Heinrich III. Im Juni 1258 sollte während des Parlaments in Oxford ein Reformprogramm für die Regierung verabschiedet werden, die Provisions of Oxford, durch die der König in weiten Teilen entmachtet würde. Henry nahm an dem Parlament teil und sprach sich gegen die Provisions aus. Er schloss sich jedoch nicht seinem Cousin Eduard und den Lusignan-Halbbrüdern des Königs an, die sich mit ihren Anhängern aus Protest gegen die Provisions in Winchester verschanzten. Henry wurde vom König als Mitglied des 24-köpfigen Komitees benannt, das nach den Provisions of Oxford Beschwerden über Beamte anhören sollte. Henry weigerte sich jedoch, auf die Einhaltung der Provisions zu schwören. Da er selbst keine Besitzungen in England hätte, so begründete er, sei für seinen Eid die Zustimmung seines Vaters erforderlich. Daraufhin wurde ihm widerstrebend 40 Tage Zeit gegeben, die Zustimmung seines Vaters für einen Eid auf die Provisions einzuholen.

### Schwankende Haltung zwischen dem König und der Adelsopposition
Im Frühjahr 1259 musste Henry sich £ 100 leihen, die ihm aus Einkünften aus den beschlagnahmten Besitzungen seines Cousins William de Valence gewährt wurden. Anscheinend hatte er in dieser Zeit finanzielle Probleme, da sein Vater in Deutschland war und dort erhebliche Mittel als römisch-deutscher König verwendete. Henry schwankte während der nächsten Jahre zwischen der Seite des Königs und der Adelsopposition. Im März 1259 schloss Henry ein Bündnis mit dem Thronfolger Lord Eduard sowie mit seinem Halbbruder Richard de Clare, 5. Earl of Hertford. Dieses Bündnis für gegenseitigen Rat und Beistand zerbrach jedoch bereits wenige Monate später, so dass Henry und Lord Eduard im Oktober 1259 mit Simon de Montfort, 6. Earl of Leicester ein ähnliches Abkommen schlossen. Montfort, der einer der Führer der Adelsopposition war, erhielt damit in seinem Kampf gegen den König Unterstützung durch jüngere Mitglieder des Königshauses. Im April 1260 wurde Henry wieder als Anwalt des Königs zu Verhandlungen mit den Baronen nach London gesandt, und im Juni 1260 gewährte ihm der König eine jährliche Pension in Höhe von £ 100. Im Oktober 1260 gab er sich jedoch als Bevollmächtigter von Simon de Montfort in dessen Funktion als Royal Steward aus. Ab 1262 unterstützte er während der ersten Kämpfe des Zweiten Kriegs der Barone Simon de Montfort. Obwohl er auf Einladung des Königs im Februar 1263 in Paris an Verhandlungen mit dem französischen König teilnahm, unterstützte er im Mai 1263 wieder offen Montfort. Im Juni oder Juli 1263 reiste er als Anhänger Montforts nach Frankreich, möglicherweise in der Absicht, den im Exil lebenden königlichen Beamten John Mansel zu schikanieren. Er wurde jedoch in Wissant oder in Boulogne von Ingram de Fiennes, einem Verwandten der englischen Königin Eleonore, gefangen genommen. Sein Vater setzte sich jedoch sofort für seine Freilassung ein, und auch die Adelsopposition verlangte seine Freilassung als eine der Bedingungen, die der König und Lord Eduard für einen Friedensschluss erfüllen mussten. Daraufhin kam Henry bereits vor dem 10. Juli 1263 wieder frei. Innerhalb eines Monats wechselte er jedoch wieder die Seiten und unterstützte den König. Dieser ernannte ihn vor dem 26. Juli zum Verwalter von Corfe und Sherborne Castle. Dazu soll er von Lord Eduard bestochen worden sein, der ihm die Honour of Tickhill versprach. Henry soll Montfort noch versprochen haben, nie gegen ihn zu kämpfen, worauf Montfort geantwortet haben soll, dass er nicht Henrys Waffen, sondern seine Beständigkeit wünsche.

### Rolle im Zweiten Krieg der Barone

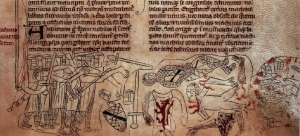
Schlacht von Evesham

Im August 1263 gehörte Henry der Gesandtschaft des Königs an, die Friedensverhandlungen mit den Walisern führte. Im selben Jahr begleitete er den König nach Amiens, wo Anfang 1264 der französische König Ludwig IX. seinen Schiedsspruch, den Mise of Amiens, über die Rechtmäßigkeit der Provisions of Oxford fällte. Als dieser die Provisions of Oxford verwarf, begann Montfort einen offenen Bürgerkrieg. Im Frühjahr 1264 nahm Henry zunächst am Feldzug von Lord Eduard teil, mit dem dieser die Belagerung von Gloucester durch die Rebellen aufheben wollte. Anschließend gehörte er zum Heer des Königs und geriet zusammen mit dem König und seinem Vater nach der Schlacht von Lewes am 14. Mai in Gefangenschaft. Zusammen mit dem ebenfalls gefangenen Lord Eduard diente er als Geisel, bis Montfort seine Forderungen vollständig erfüllt sah. Dazu gehörte ein Frieden mit dem mit Heinrich III. verbündeten Frankreich, so dass Henry mehrfach als Gesandter zu Ludwig IX. gesandt wurde. Die englischen Bischöfe bürgten dabei mit 20.000 Mark dafür, dass er aus Frankreich zurückkehrte und sich wieder in die Geiselhaft Montforts begab. Bei einer Reise im September 1264 wurde Henry wieder in Boulogne festgehalten, dabei wurden ihm seine Beglaubigungsschreiben abgenommen. Zurück in England, wurde er ab November 1264 nicht mehr in Wallingford Castle, sondern in dem sicheren Kenilworth Castle festgehalten. Am 10. März 1265 sollte er aus der Aufsicht von Henry de Montfort, einem Sohn von Simon de Montfort, entlassen werden und an den Hof von Heinrich III. zurückkehren. Als Lord Eduard jedoch seinen Bewachern entkommen konnte, wurde Henry wieder in Geiselhaft genommen. Im April 1265 reiste er erneut als Gesandter nach Frankreich. Mitte Mai verlangten die Barone seine sofortige Rückkehr, doch er blieb vermutlich in Frankreich und nahm deshalb an den erneuten Kämpfe und der Schlacht von Evesham nicht teil, in der die königliche Partei einen vollständigen Sieg über die Barone erringen konnte.
Der König rächte sich nach seinem Sieg, indem er die Rebellen enteignete. Auch Henry erhielt verschiedene Besitzungen der besiegten Rebellen, darunter den gesamten Besitz von Gilbert de Gant. Dazu beanspruchte er die Honour of Tickhill, die ihm schon Lord Eduard versprochen hatte, die Honour of Peak sowie wieder Castle Corfe. Im Februar 1266 war er Kommandant von königlichen Truppen, die Nordengland befrieden sollten, dabei konnte er am 15. Mai 1266 die Rebellen unter Robert de Ferrers in der Schlacht von Chesterfield schlagen und Ferrers gefangen nehmen.
Im August 1266 diente er zusammen mit dem päpstlichen Legaten Ottobono als Vermittler, die mit das Dictum of Kenilworth aushandelten, nach dem ehemalige Rebellen ihre Besitzungen zurückerwerben konnten. Obwohl er selbst weitreichende Landansprüche hatte, setzte er sich dabei zugunsten der Rebellen für relativ milde Bedingungen ein, wozu vielleicht sein Vater ihn geraten hatte. Im Februar 1267 sandte ihn sein Vater, der immer noch den Titel römisch-deutscher König beanspruchte, als Gesandten nach Rom. 1268 war er an den Verhandlungen beteiligt, durch die sein Neffe Gilbert de Clare zur Aufgabe der Besetzung Londons bewegt wurde und wodurch der Krieg der Barone mit beendet wurde. Während dieser Zeit befürwortete er zusammen mit Lord Eduard die Ausrichtung von Turnieren, die wegen der Ablehnung durch Heinrich III. und wegen des Kriegs der Barone jahrelang nicht ausgerichtet worden waren.

## Henry of Almain und der Kreuzzug des Prinzen Eduard

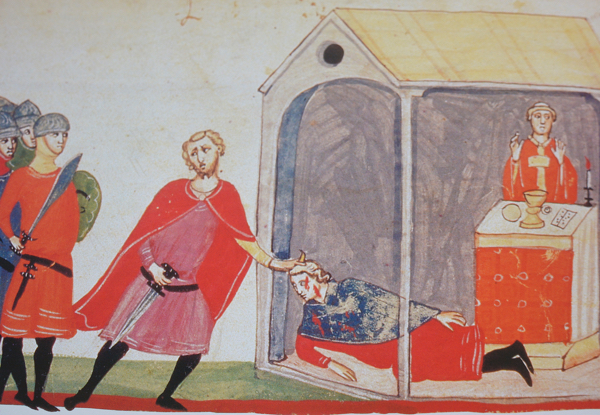
Die Ermordung von Henry of Almain 1271

Zusammen mit Lord Eduard legte Henry am 24. Juni 1268 in Northampton ein Kreuzzugsgelübde ab. In den nächsten Monaten diente er jedoch zunächst als Bevollmächtigter Eduards, der die Verwaltung von dessen Besitzungen in Irland kontrollierte. 1268 überzeugten Eduard und Henry zusammen den Königlichen Rat, eine Verordnung zu erlassen, die die Höhe der Zinsen von jüdischen Geldverleihern beschränkte. Dies war eines der ersten Zeichen des Antisemitismus des zukünftigen Königs.
Nachdem es bereits 1265 erste Heiratsverhandlungen gegeben hatte, heiratete Henry am 21. Mai 1269 in einer prächtigen Hochzeit in Windsor Konstance († 1310), die Witwe von Alfons, Prinz von Aragon und Tochter von Gaston de Béarn und dessen erster Frau Mathe, Vicomtesse de Marsan. Durch diese Heirat sollte der Anspruch der englischen Könige auf die Gascogne gestärkt werden, gleichzeitig sollte die Heirat die Ansprüche der überlebenden Söhne von Simon de Montfort auf Bigorre in der Gascogne vereiteln, da Constance Erbansprüche auf Bigorre hatte. Im Mai 1269 erhielt Henry als Ausgleich für seine Kosten für die Unterhaltung von Corfe Castle auch die Verwaltung von Rockingham Castle sowie der königlichen Wälder zwischen Oxford und Stamford zugesprochen. 1269 war er an der Abmachung beteiligt, nach der der seit 1266 in Gefangenschaft befindliche Robert Ferrers für seine Freilassung den Großteil seiner Güter an Edmund, dem jüngeren Sohn des Königs überschrieb. Um seine Güter zurückzuerlangen, sollte Ferrers als Lösegeld die nicht aufzubringende Summe von £ 50.000 bezahlen, so dass er mit dieser Abmachung praktisch auf den Großteil seiner Güter verzichten musste. Zwischen Mai und August 1269 verhandelte Henry in Paris mit dem französischen König über die Beteiligung von Lord Eduard an dem geplanten Kreuzzug. Mit Lord Eduard schloss Henry eine Abmachung über die Ritter und Soldaten, die er für den Kreuzzug stellen wollte. Henry stellte aufgrund der Anzahl seiner Truppen faktisch ein eigenes Kreuzzugskontingent, wobei ihn der König finanziell unterstützte. Im August 1270 brach Henry mit seinem Kontingent und dem Großteil des Kreuzfahrerheers von England aus auf. Als sie Anfang 1271 Sizilien erreichten, schickte ihn Lord Eduard nach Frankreich. Dort sollte er an dem Begräbnis des während seines Kreuzzugs nach Tunis verstorbenen französischen König Ludwig IX. teilnehmen. Dazu sollte er versuchen, einen Frieden mit den überlebenden Söhnen von Simon de Montfort auszuhandeln, die bei Karl von Anjou, dem Bruder von Ludwig IX., Herrscher von Sizilien und Teilen von Zentralitalien inzwischen wichtige Ämter innehatten.

## Ermordung
Während der Fastenzeit erreichte Henry Viterbo, wo zu dieser Zeit das Konklave zur Papstwahl stattfand und wo sich auch Karl von Anjou aufhielt. Dort traf er auf Guy und Simon de Montfort den Jüngeren, die am 12. März 1271 die Stadt erreicht hatten. Als Henry am Morgen des 13. März die Messe in der Kirche San Silvestro (heute Chiesa di Gesù) besuchte, kamen ihm die beiden Brüder entgegen, die ihn vor die Kirche zerrten und niederstachen. Henry soll um Gnade gebeten haben, doch Guy de Montfort antwortete nur, dass er für seinen Vater und seine Brüder, die bei Evesham fielen, auch keine Gnade gekannt hatte, und tötete ihn. Danach sollen Guy und seine Gefolgsleute die Leiche Henrys verstümmelt haben, ähnlich wie die Leiche von Earl Simon de Montfort nach der Schlacht von Evesham verstümmelt worden war.

## Nachwirkung
Der Mord geschah wahrscheinlich unüberlegt und aus plötzlichem Ärger, doch die Ursachen für den Hass waren wahrscheinlich der Seitenwechsel Henrys von 1263, das Unglück, das Montforts Familie seitdem erlitten hatte, und möglicherweise auch die Heirat Henrys, die die Erbansprüche Montforts in der Gascogne verwehrte. Die Bluttat war für die Zeitgenossen in Frankreich, England und Italien schockierend und wurde von seinem Vater Richard sowie von Heinrich III. tief betrauert. Da Guy de Montfort Verbündete in Italien hatte und der päpstliche Stuhl zur Zeit des Mordes vakant war, konnten die Mörder entkommen. Simon starb noch im gleichen Jahr, Guy de Montfort blieb in den nächsten Jahren auf der Flucht und wurde exkommuniziert. Dante nahm den Mord in seinem Inferno, dem ersten Teil der Göttliche Komödie auf, wonach im siebten Kreis der Hölle Guy de Montfort zusammen mit anderen Mördern in einem Fluss aus kochenden Blut steht, umrahmt von einem Wandgemälde, dass die grausige Tat von 1271 darstellt.
Henrys Eingeweide wurden in der Kathedrale von Viterbo beigesetzt, sein Leichnam wurde nach England überführt, wo seine Gebeine am 21. Mai 1271 vor dem Hochaltar der von seinem Vater gestifteten Hailes Abbey beigesetzt wurden. Sein Herz wurde in einer Herzbestattung in Westminster Abbey im oder nahe dem neuen Schrein für Eduard den Bekenner beigesetzt, für den er vor seinem Aufbruch zum Kreuzzug Grundbesitz in Westminster gestiftet hatte.
Henrys Ehe war kinderlos geblieben. Sein Anspruch auf die Titel und Ländereien seines Vaters gingen auf seinen jüngeren Halbbruder Edmund über, seine eigenen Ländereien mit den Honours of Tickhill und Peak fielen an Lord Eduard und wurden zunächst von Königin Eleonore verwaltet. Seiner Witwe Constance de Béarn erhielt vom König aus den Einkünften aus diesen Ländereien eine jährliche Pension von £ 100. Sie beanspruchte später als Erbin von William Marshal einen Anteil an den Einkünften von den Zöllen aus Bordeaux sowie die Honour of Tickhill als Wittum, was ihr auch von 1274 bis 1279 teilweise zugestanden wurde. 1279 heiratete sie Graf Aymon II. von Genf, der jedoch bereits 1280 starb. Daraufhin wurde ihr 1284 wieder Tickhill zugestanden. Als sie während des Französisch-Englischen Kriegs Partei für Frankreich ergriff, verlor sie Tickhill. Erst nach dem Friedensschluss wurde sie 1304 erneut Herrin von Tickhill bis zu ihrem Tod 1310.